# Бији ле Шансо
Бији ле Шансо (фр. Billy-lès-Chanceaux) насеље је и општина у источном делу централне Француске у региону Бургоња, у департману Златна обала која припада префектури Монбар.
По подацима из 2011. године у општини је живело 80 становника, а густина насељености је износила 3,59 становника/km². Општина се простире на површини од 22,29 km². Налази се на средњој надморској висини од 440 метара (максималној 499 m, а минималној 358 m).

## Демографија
| 1962. | 1968. | 1975. | 1982. | 1990. | 1999. | 2011. |
| ----- | ----- | ----- | ----- | ----- | ----- | ----- |
| 88    | 117   | 76    | 71    | 76    | 74    | 80    |

График промене броја становника у току последњих година